# Triebkopf (Kraftfahrzeugbau)

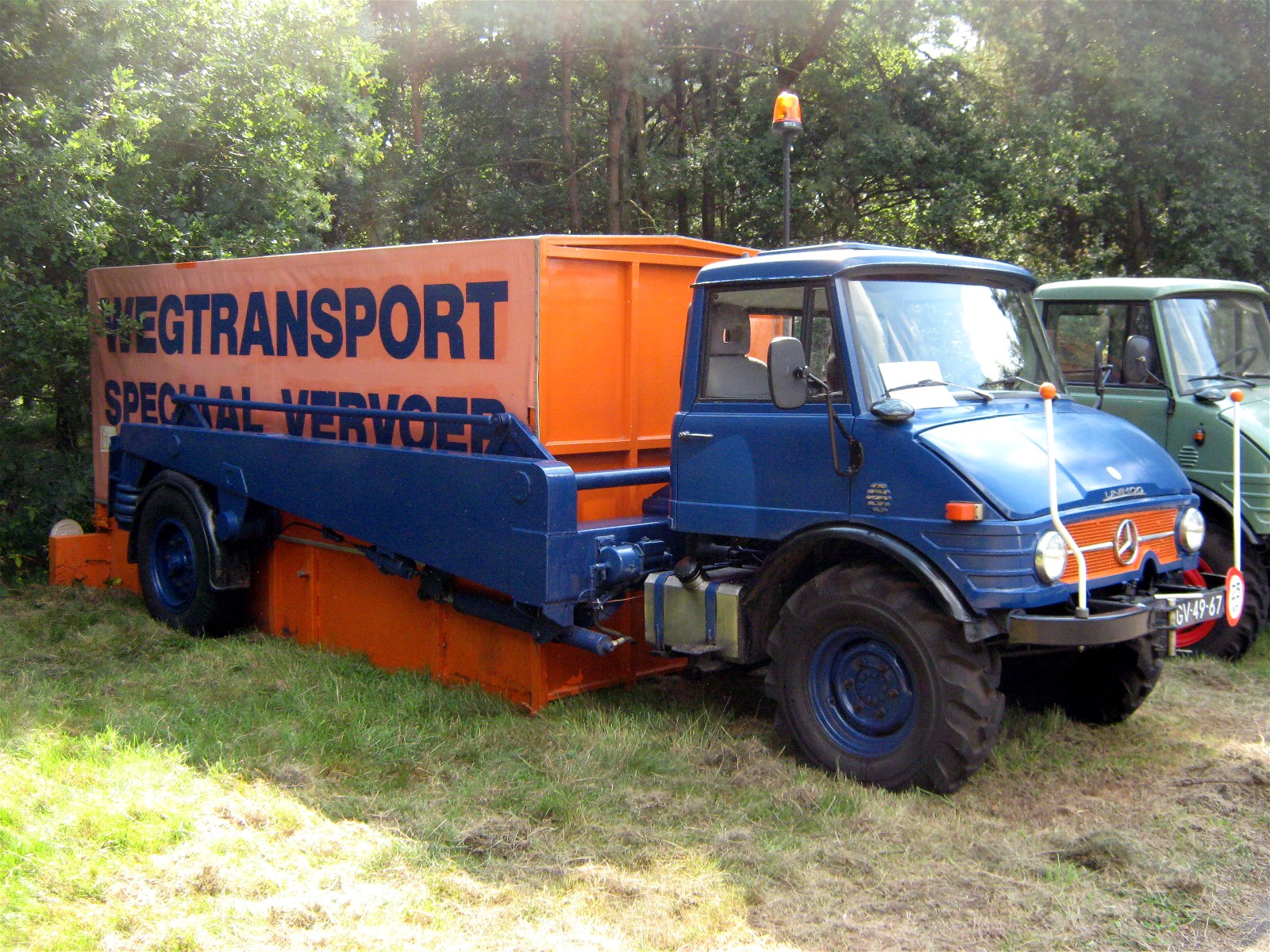
Unimog 406 als Triebkopf

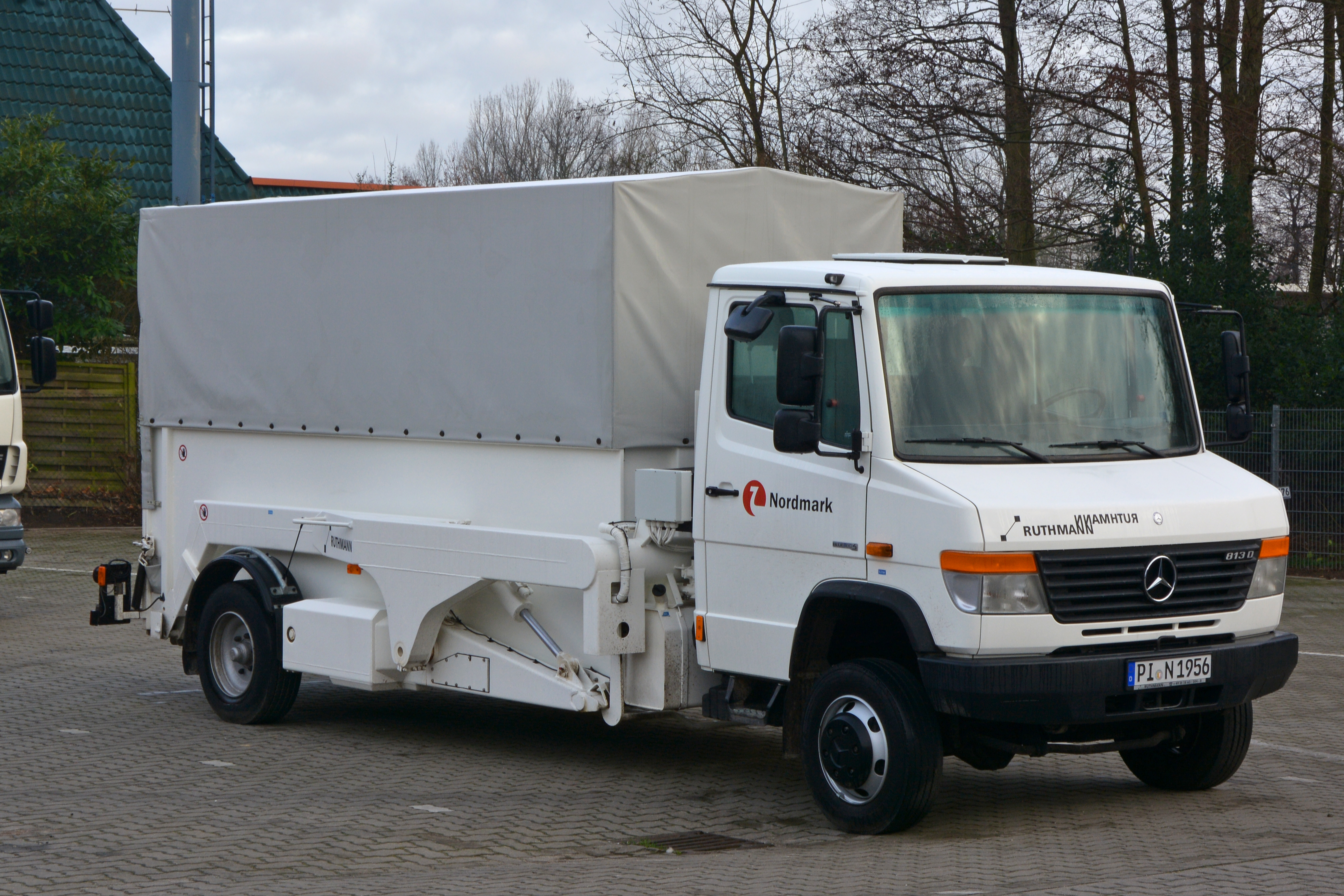
Ein Vario als Triebkopf

Als Triebkopf im Fahrzeugbau bezeichnet man ein nichtkomplettiertes Fahrzeug, das für die weitere Verarbeitung zum Endprodukt durch eine andere Firma gebaut wird. Ein Triebkopf hat in der Regel alle wichtigen Fahrzeugkomponenten wie Motor, Getriebe, Antriebsstrang, Vorderachse, Nebenantrieb für Hydraulik, Fahrzeugelektrik und Kraftstofftank. Oft ist auch schon eine Fahrerkabine aufgebaut.
An den Triebkopf können verschiedene Teile angebaut werden, auf den Bildern rechts sind Anbauten für das Anheben und Transportieren von Containern zu sehen.
Deutsche Firmen, die Triebköpfe zu Spezialfahrzeugen weiterverarbeiten sind unter anderem Ruthmann, Lesa, Eylert und Ries.
Bei der Unimog-Triebkopf-Produktion in Gaggenau wurden die fertigen Triebköpfe mit Noträdern aus Holz versehen, damit sie auf eigener Achse vom Werk zur Verladerampe fahren konnten.